# Pelecanus philippensis
El pelícano oriental (Pelecanus philippensis) es una especie de ave pelecaniforme de la familia Pelecanidae presente en un gran territorio que va desde la India hasta Filipinas y de Indonesia a China. No se reconocen subespecies.

## En la cultura
Esta especie fue utilizada antiguamente por pescadores en zonas del este de Bengala como señuelo para ciertos peces. Estos pescadores creían que una secreción aceitosa del ave atraía a ciertos peces como la Colisa y la Anabas.
La propensión de estas aves a anidar cerca de viviendas humanas se ha observado desde la época de T C Jerdon:

He visitado una pelicanería en Carnatic, donde los pelícanos (me dijeron) han construido sus rudimentarios nidos desde hace siglos en árboles bastante bajos en medio de una aldea, y parecían poco preocupados por la proximidad constante de los seres humanos.
Jerdon, 1864

Desde entonces se han descubierto varias colonias y, aunque muchas de ellas han desaparecido, otras han sido protegidas y algunas aldeas con colonias de anidación se han convertido en populares atracciones turísticas. Entre los pueblos con colonias más conocidos se encuentran Kokrebellur, Koothankulam y Uppalapadu.